# Familia de lenguas
Una familia de lenguas o familia lingüística es un grupo de idiomas con un origen histórico común y emparentados filogenéticamente, es decir, parecen derivar de una lengua más antigua o lengua madre común (protolengua).
Las familias se originan cuando una lengua, denominada «protolengua de la familia», da lugar a diferentes idiomas por un proceso de diversificación dialectal. Las lenguas de una familia usualmente son ininteligibles entre sí, aunque en la mayoría de los casos conservan parecidos fonéticos y gramaticales. Cuando las similitudes entre los idiomas son claras, es posible reconstruir su origen común, e incluso la protolengua de la que derivan, mediante los métodos de la lingüística histórica.

## Reconocimiento del parentesco
La comparación sistemática de las lenguas del mundo mediante los métodos de la lingüística histórica ha permitido probar que la mayoría de las lenguas no son lenguas aisladas filogenéticamente, sino que entre ellas forman grupos o familias. Frecuentemente dentro de una familia es posible reconstruir fidedignamente el origen común o «protolengua madre» de dicha familia. El estudio sistemático de muchas familias ha permitido reconstruir las diversas protolenguas o lenguas ancestrales que por diversificación habrían dado lugar a diversas familias. Dicha reconstrucción parte de las similitudes observadas entre las lenguas de una misma familia y trata de determinar qué palabras o características gramaticales son el resultado de la herencia del ancestro lingüístico común o protolengua.

### Protolengua o ancestro común
| Helénico (griego) Itálico (románico) Indoiranio Céltico Germánico | Armenio Báltico Eslavo Albanés Lenguas no-indoeuropeas |

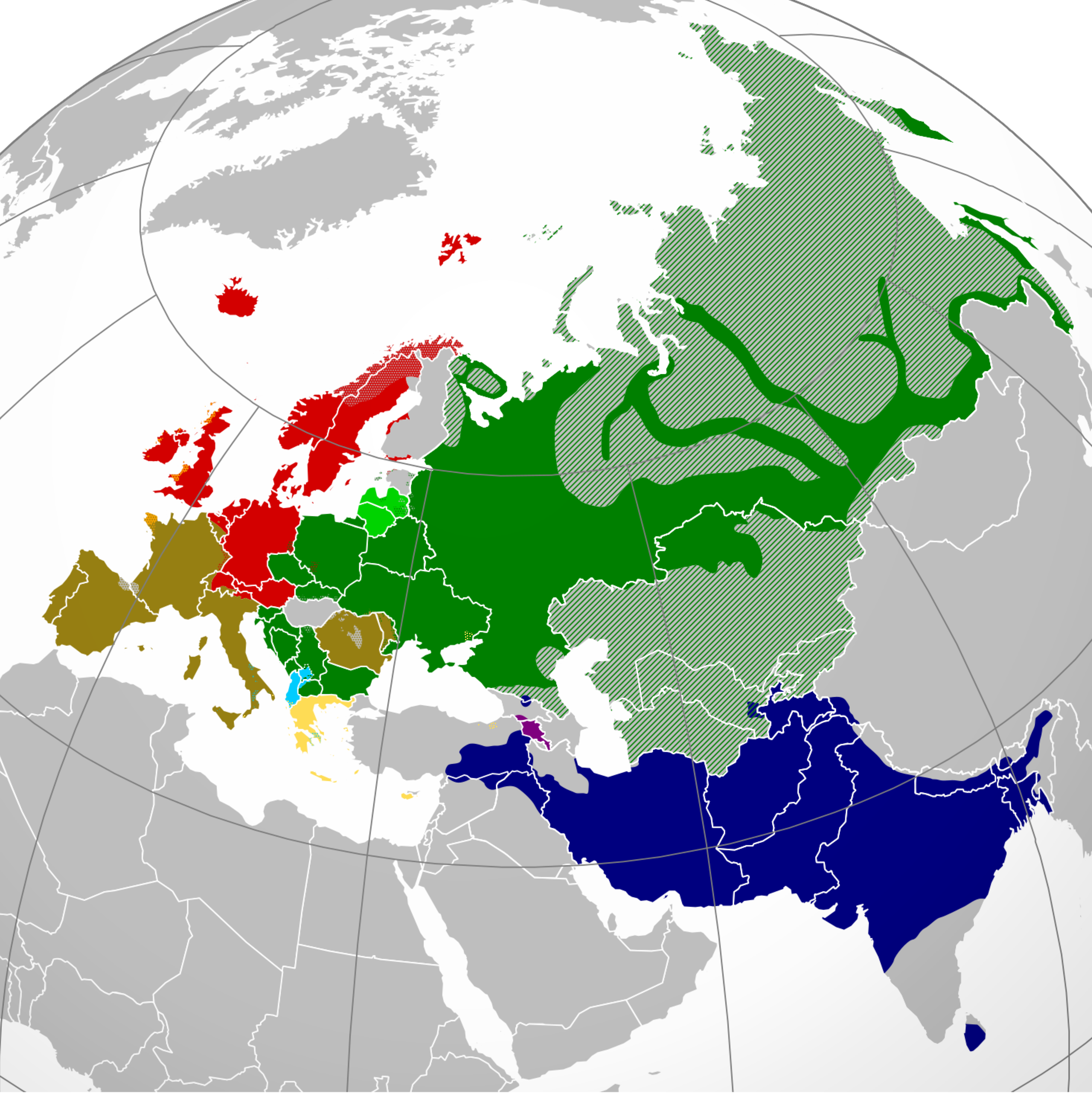
La familia lingüística indoeuropea, que presenta diversas ramas, es la familia lingüística que mayor difusión presenta en todo el mundo. Hasta el descubrimiento de América su presencia estaba confinada a Eurasia occidental:
Helénico (griego)
Itálico (románico)
Indoiranio
Céltico
Germánico
Armenio
Báltico
Eslavo
Albanés
Lenguas no-indoeuropeas
Las áreas rayadas indican áreas multilingües.

El ancestro común a la mayoría de familias no es conocido o conocido solo de forma directa en pocas ocasiones, ya que el registro histórico de la mayoría de las lenguas es muy corto. Sin embargo, es posible recuperar muchas de las características del ancestro común de lenguas relacionadas aplicando el método comparativo —un procedimiento de reconstrucción desarrollado en el siglo XIX por la escuela neogramática en la que destaca el lingüista August Schleicher—. Las familias de lenguas pueden ser subdivididas en unidades menores, normalmente denominadas “ramas” (la historia de una familia de lenguas se representa frecuentemente como un árbol filogenético).
El ancestro común de una familia (o una rama) se conoce como «protolengua». Por ejemplo, la protolengua reconstruida de la bien conocida familia indoeuropea es llamada protoindoeuropeo (de la que no se conservan restos escritos, puesto que fue usada antes de la invención de la escritura). A veces una protolengua puede ser identificada con una lengua conocida. Así, los dialectos provinciales del latín («latín vulgar») fueron origen de las lenguas romances modernas. Es decir, la lengua «protorromance» es más o menos idéntica al latín (aunque no idéntica al latín culto de los escritores clásicos). Los dialectos del antiguo nórdico son la protolengua del noruego, el sueco, el danés y el islandés. De ahí que dichas protolenguas resulten de una «reconstrucción» que los lingüistas intentan a partir de datos conocidos.

### Lexicoestadística
De manera tentativa, cuando no existen datos tan buenos sobre una lengua, se emplean preliminarmente varios sistemas de comparación lingüística basados especialmente en listas de palabras, mediante tratamiento estadístico. Entre estas técnicas están la glotocronología o más generalmente la lexicoestadística. En esta última línea se trabaja en el proyecto de comparación sistemática ASJP que puede sugerir vías de comparación sistemática entre lenguas poco documentadas, así como esclarecer la estructura interna de las familias de lenguas y que proporciona una aproximación del árbol filogenético global con más de 4000 lenguas.

### Lenguas aisladas y no clasificadas
Las lenguas que no pueden ser clasificadas con seguridad en ninguna familia son llamadas lenguas aisladas. Existen varios motivos por los que una lengua se clasifica como aislada:
1. Las lenguas geográficamente cercanas no parecen tener suficientes coincidencias léxicas como para establecer fuera de toda duda la existencia de un ancestro común, entre la lengua en cuestión y otras lenguas. Esta es más o menos la situación para el burushaski.
2. Las lenguas emparentadas con la lengua en cuestión desaparecieron antes de que la documentación lingüística de las mismas permitiera reconocer el parentesco. Esta es la situación aceptada para el vasco-aquitano, cuyos parientes próximos, de haber existido, podrían haber desaparecido por el poblamiento indoeuropeo de Europa.
3. La documentación sobre esas y otras lenguas de la misma región es pobre. Este es el caso de muchas lenguas amazónicas sobre las que la documentación no permite concluir si están o no emparentadas con otras lenguas geográficamente cercanas. Cuando la evidencia es muy poca algunos autores usan en ese caso, preferiblemente el término lengua no clasificada.

Una lengua aislada es de hecho una familia de lenguas con un solo miembro. Lyle Campbell cifra el número de lenguas aisladas conocidas, incluyendo algunas extinguidas, en 129.

### Antigüedad de las familias
Las estimaciones glotocronológicas han mostrado que la mayoría de las familias lingüísticas bien establecidas se han diversificado en los últimos 50 siglos. Se entiende que una familia está bien establecida cuando existe consenso en que dichas lenguas forman un grupo y se ha podido reconstruir razonablemente la protolengua originaria. Mientras que las familias peor establecidas, o incluso polémicas, y las macrofamilias parecen tener tiempos de diversificación más grandes. Eso refleja dos hechos:
1. Las familias de lenguas con menor profundidad temporal muestran un mayor parentesco, lo cual hace más sencillo aplicar el método comparativo y, por tanto, reconstruir la protolengua.
2. Las familias poco establecidas podrían representar tanto familias de gran profundidad temporal, en las que el paso del tiempo hubiera hecho menos reconocible el parentesco, como grupos de lenguas que realmente no están emparentadas, sino que muestran fenómenos de contacto lingüístico y difusión típica de área lingüística.

### Familias lingüísticas y genética humana
Otro descubrimiento del último cuarto del siglo XX, fue que las familias lingüísticas conocidas tienden a guardar correlación con numerosos marcadores genéticos usados en genética de poblaciones humanas. En particular, las poblaciones humanas han sido clasificadas en arqueogenética mediante haplogrupos tanto del cromosoma Y como de las mitocondrias. Cada haplogrupo del cromosoma Y representa un linaje paterno (o conjunto de sublinajes si se consideran variaciones dentro del grupo) y cada haplogrupo mitocondrial representa un linaje materno (o conjunto de sublinajes si se cuentan las variaciones intragrupo). Si bien los hablantes de las familias lingüísticas grandes pertenecen siempre a varios linajes genéticos, que reflejan el devenir histórico de sus hablantes, cada familia lingüística presenta su propia distribución de haplogrupos, mostrando diferentes correlaciones entre lengua y origen genético.

## Distribución y número de hablantes

### Distribución geográfica
La distribución geográfica de las familias es el reflejo del devenir histórico de sus hablantes. Así, la mayor parte de las grandes familias de lenguas parece haberse expandido gracias a «revoluciones» agrícolas o tecnológicas de algún otro tipo. La revolución neolítica provocó la expansión de las lenguas afroasiáticas en África y Oriente Medio, las lenguas sino-tibetanas en Extremo Oriente y, de acuerdo con la teoría de Renfrew, la expansión de las lenguas indoeuropeas en Eurasia occidental.
La mejora de las técnicas de navegación permitió a los hablantes de las lenguas austronesias expandirse desde la isla de Taiwán por toda Oceanía, llegando incluso a Madagascar, frente al continente africano. El imperialismo europeo llevó las lenguas indoeuropeas a América y a numerosas áreas de África, Oceanía y, en menor medida, Asia. Al parecer, el uso del hierro y otras tecnologías habría permitido a las lenguas Níger-Congo llegar a imponerse en África desplazando a los hablantes de otras familias ahora poco numerosas, como las lenguas nilo-saharianas o las lenguas joisanas.
En la actualidad, las dos mayores familias lingüísticas por número de hablantes, las lenguas indoeuropeas y las lenguas sino-tibetanas, juntas suman un número de hablantes equivalente al 75 % de la humanidad. Por otro lado, entre las lenguas indígenas de América, por ejemplo, muchas familias de lenguas apenas superan los pocos miles de hablantes.

### Familias por número de hablantes
La siguiente tabla resume las principales familias del mundo según el número de hablantes:
| Familia / Agrupación | Número de lenguas | Hablantes (1980) | Hablantes (1980) | Hablantes (2000) | Hablantes (2000) |
| Familia / Agrupación | Número de lenguas | Mill.            | %                | Mill.            | %                |
| -------------------- | ----------------- | ---------------- | ---------------- | ---------------- | ---------------- |
| Indoeuropea          | 386               | 2500             | 49,8             | 3000             | 49,9             |
| Sinotibetana         | 272               | 1088             | 21,7             | 1240             | 20,6             |
| Austronesia          | 1212              | 269              | 5,4              | 300              | 5,0              |
| Afroasiática         | 338               | 250              | 5,0              | 400              | 6,7              |
| Níger-Congo          | 1354              | 206              | 4,1              | 235              | 3,9              |
| Dravídica            | 70                | 165              | 3,3              | 185              | 3,1              |
| Japónica             | 12                | 126              | 2,5              | 127              | 2,1              |
| Altaicas             | 60                | 115              | 2,3              | 164              | 2,7              |
| Austroasiática       | 173               | 75               | 1,5              | 100              | 1,7              |
| Daica (Tai)          | 158               | 75               | 1,5              | 93               | 1,5              |
| Coreana              | 1                 | 60               | 1,2              | 75               | 1,2              |
| Nilo-sahariana       | 186               | 28               | 0,56             | 28               | 0,47             |
| Urálica              | 33                | 24               | 0,48             | 20               | 0,33             |
| L. de América        | 985               | 22               | 0,45             | 22               | 0,37             |
| Cáucaso              | 38                | 7,8              | 0,16             | 8,0              | 0,13             |
| Miao-yao             | 15                | 5,6              | 0,11             | 10               | 0,17             |
| Indopacífica         | 734               | 3,5              | 0,070            | 3,0              | 0,050            |
| Joisana              | 37                | 0,3              | 0,006            | 0,3              | 0,005            |
| L. de Australia      | 262               | 0,03             | 0,001            | 0,03             | 0,0005           |
| Paleosiberiana       | 8                 | 0,018            | 0,0004           | 0,015            | 0,0002           |
| Otras aisladas       | 296               | 2,0              | 0,040            | 2,0              | 0,033            |
| TOTAL                | 6533              | 5022             | 100%             | 7012             | 100%             |

El número de lenguas sobre el que se basan las cifras anteriores es de 6533, entre las que se incluyen 310 lenguas extintas (sin hablantes actualmente), 71 pidgins y criollos que suman cerca de 2 millones de hablantes. Además se conocen unas 75 lenguas de señas que no son contabilizadas por no tratarse de lenguas orales adscritas a ninguna familia de la lista anterior.

## Lenguas naturales (orales)
Están agrupadas geográficamente sin tener en cuenta las relaciones entre familias. En la siguiente lista, cada uno de los puntos es una familia de lenguas conocida. Las denominaciones geográficas de los títulos son solamente para mantener un orden y facilitar la lectura. Las relaciones geográficas son convenientes para tal objetivo, pero no representan ningún tipo de intento de crear «superfamilias» filogenéticas.

### Familias de África y el Oriente próximo

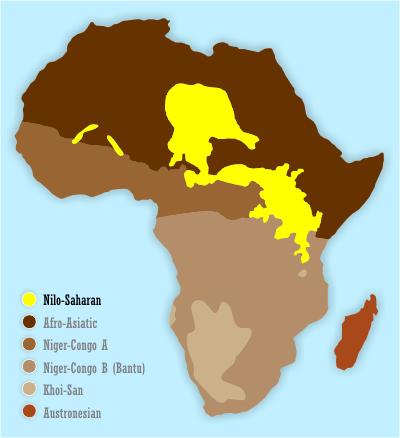
Lenguas de África.

Desde antiguo se reconoció que las lenguas semíticas del Oriente próximo y la península arábiga estaban genéticamente emperentadas, cosa que se explicaba en términos semi-míticos juzgando que los pueblos semitas eran descendientes comunes de Sem. La clasificación extensiva de las lenguas del África subsahariana empezó en el siglo XIX sobre la base de datos lingüísticos y datos etnográficos, dominados por una visión racista y supremacista de la variedad humana. El estudio plenamente científico y exento de prejuicios racistas empezó propiamente en el siglo XX. El trabajo de Joseph Greenberg, en la actualidad aceptado en líneas generales por la mayoría de los africanistas, agrupa a las lenguas del continente africano en cuatro grandes macrofamilias:
- Lenguas afroasiáticas, anteriormente clasificadas como camitosemíticas (África del Norte y Medio Oriente).
- Lenguas Níger-Congo (África subsahariana), a veces llamada familia níger-cordofana.
- Lenguas nilo-saharianas (Zona intermedia de África)
- Lenguas joisanas o khoisan (África austral)

Subsisten discrepancias menores sobre las agrupaciones internas de estos grupos, y sobre la clasificación de algunas lenguas cordofanas. Se ha realizado un importante trabajo comparativo sobre la mayoría de las subfamilias dentro de las lenguas afroasiáticas y de las lenguas Níger-Congo. Se han propuesto varias reconstrucciones razonablemente completas del protoafroasiático, del protonilosahariano, aunque el sistema fonológico reconstruido por diversos autores puede llegar a diferir considerablemente, lo cual indica que todavía se necesita mayor clarificación sobre el parentesco y las características de dichas lenguas.

### Familias deEuropay norte, oeste y sur deAsia
Durante la Edad Media europea se reconoció el parentesco evidente entre algunas lenguas (las lenguas románicas, las lenguas celtas, las lenguas germánicas, las lenguas eslavas, etc.). Sin embargo, no se sospechó de que todos estos grupos estaban en última instancia emparentados hasta mucho más tarde. Hacia finales del siglo XVIII el juez británico Williams Jones propuso seriamente la idea de que el latín, el griego, el germánico, el celta, el sánscrito y el persa estaban emparentados. Esta fue la primera identificación de la familia indoeuropea en una forma cercana a como la conocemos hoy en día. Durante el siglo XIX el desarrollo del método comparativo permitió identificar otras familias.
En la actualidad Europa es el continente menos diverso desde el punto de vista lingüístico. Esto se debe básicamente a las migraciones indoeuropeas durante el neolítico, y la posterior formación de imperios cuyos hablantes usaban lenguas indoeuropeas, que acabaron con la mayoría de las lenguas preindoeuropeas del continenente, con excepciones como el vasco, el finés, el húngaro y diversas lenguas del Cáucaso. El Cáucaso, por otra parte, es una región montañosa mucho más diversa que el resto de Europa. Por otro lado, Eurasia central es una región bastante más diversa que Europa (excepto el Cáucaso), con varias grandes familias de lenguas. Las familias generalmente aceptadas hoy en día incluyen:
- Lenguas indoeuropeas
- Lenguas drávidas
- Lenguas túrquicas
- Lenguas mongolas
- Lenguas tunguses
- Lenguas urálicas
- Lenguas caucásicas meridionales
- Lenguas caucásicas noroccidentales
- Lenguas caucásicas nororientales
- Lenguas hurrito-urartianas (desaparecida)
- Lenguas yucaguiras (a veces incluidas en la familia urálica)
- Lenguas chukotko-kamchatka
- Lenguas yeniseianas (relacionada con las lenguas na-dené)
- Lenguas de las islas Andamán

### Familias de Extremo Oriente (Asia), Micronesia, Melanesia oriental y Polinesia (Oceanía)
En el Extremo Oriente se encuentra la segunda familia por número de hablantes (macrofamilia sino-tibetana) y la familia más amplia del mundo por número de lenguas (familia austronesia). Una lista de las familis generalmente aceptadas de la región es la siguiente:
- Lenguas austroasiáticas (SE Asia)
- Lenguas austronesias (incluye a las lenguas malayo-polinesias)
- Lenguas japónicas
- Lenguas sino-tibetanas
- Lenguas tai-kadai (SE Asia)
- Lenguas hmong-mien (SE Asia)

### Familias de Australia

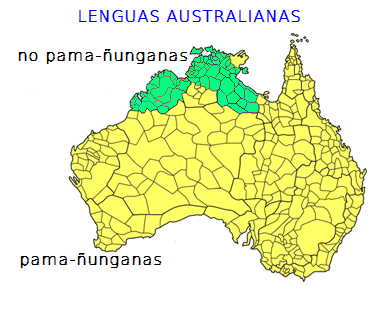
División Pama-Ñung de las lenguas de Australia.

Muchos autores presuponen que en última instancia todas las lenguas australianas podrían estar remotamente emparentadas dado el relativo aislamiento de Australia respecto a otras regiones. La investigación de las lenguas australianas reconoce entre 228 y 262 lenguas. La mayoría de ellas unas 160 pertenecen a una familia filogenética bien identificada (familia pama-ñung), el resto de lenguas pertenecen a más o menos una docena de pequeñas familias, de las cuales la mitad serían de hecho lenguas aisladas. No existen pruebas establecidas del parentesco de todas las lenguas australianas, ya que los métodos de la lingüística histórica solo funcionan bien para tiempos de diversificación de unos pocos milenios. Si en verdad todas las lenguas australianas están en último término emparentadas no se conoce con seguridad por más que algunos consideren razonable dicha conjetura. La clasificación básica de las lenguas australianas es por tanto:
- Lenguas pama-ñunganas
- Lenguas no pama-ñunganas (varias familias no relacionadas)

### Familias deNueva Guineay Melanesia occidental
Nueva Guinea es la región lingüísticamente más diversa del planeta, ya que, en su territorio, se hablan entre 750 y 900 lenguas. No existe un acuerdo completo sobre el número de familias diferentes existentes, y los trabajos comparativos revelan que el número de unidades filogenéticas válidas identificadas es enorme, por lo que no se puede considerar que las lenguas papúes constituyan una única familia. Y, aunque varios autores han sugerido que, en último término, todas las lenguas papúes están relacionadas, esto no se ha probado satisfactoriamente debido a la enorme diversidad de estas lenguas.
Si se atiende al número de familias incontrovertiblemente identificadas o bien establecidas, existirían más de 60 familias lingüísticas en Nueva Guinea (ver por ejemplo clasificación del WALS); de estas, cerca de una docena serían realmente lenguas aisladas y las otras 50 familias propiamente dichas. Es posible que el número de familias bien establecidas pueda reducirse a un número inferior, como sugieren las clasificaciones tentativas de Ross y Wurm, pero hoy por hoy esas clasificaciones son tentativas. Greenberg considera que las familias papúes constituyen un subgrupo genéticamente válido dentro de las lenguas indopacíficas, pero dicha clasificación es altamente especulativa y ha sido ampliamente criticada.

### Familias deAmérica
La clasificación de las lenguas de América es probablemente una de las áreas más controvertidas de la clasificación filogenética de las lenguas. Las propuestas van desde más de siete docenas de unidades filogenéticas, hasta solo tres unidades para todo el continente.

#### Familias de Norteamérica y Centroamérica

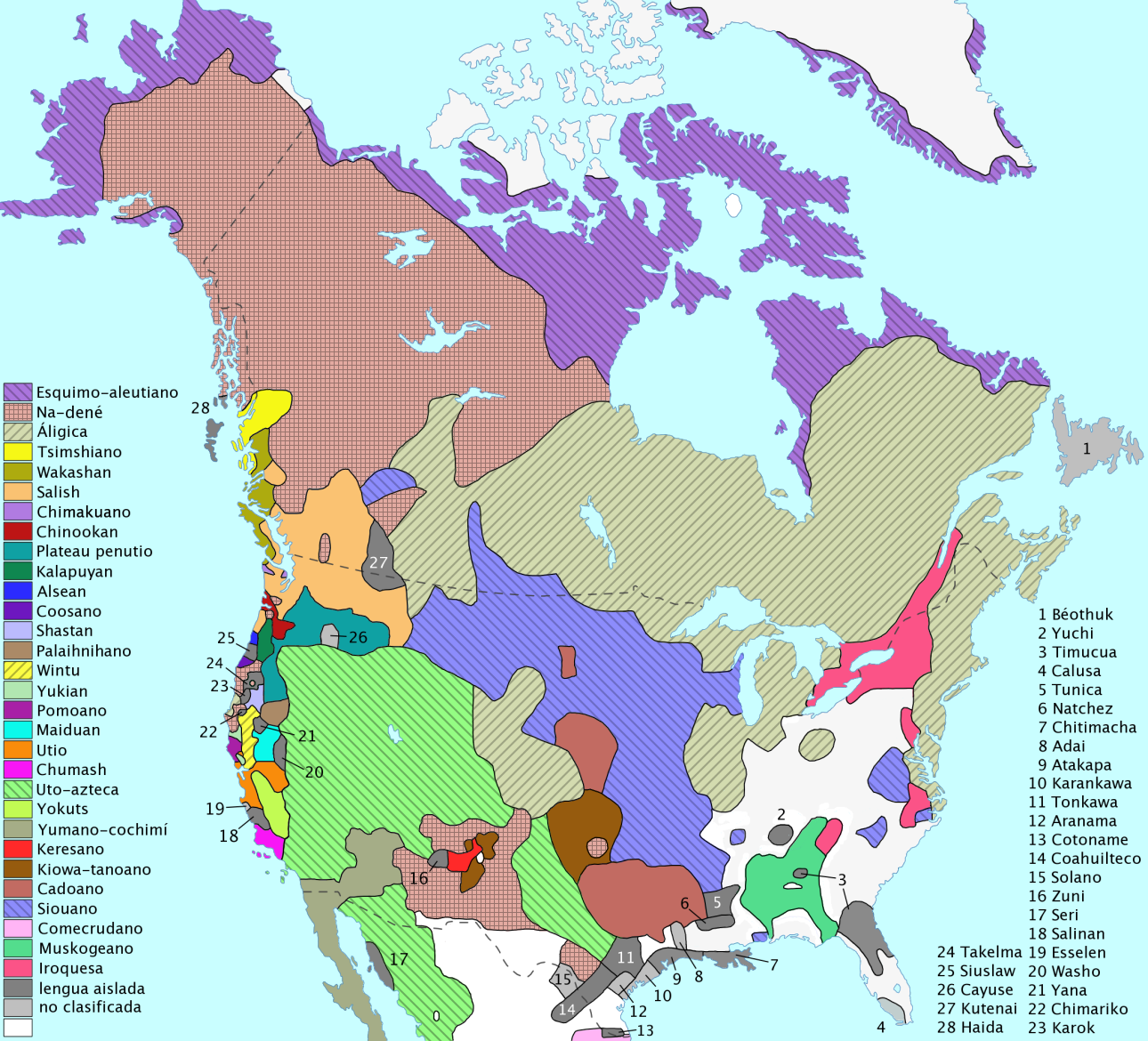
América del Norte.

El primer trabajo suficientemente ambicioso de clasificación de las lenguas de Norteamérica fue el llevado a cabo por John Wesley Powell, que reconoció más de una cincuentena de grupos filogenéticos. Edward Sapir hizo algunas propuestas controvertidas tendentes a reducir el número de grupos, tratando de identificar relaciones entre los grupos de Powell. Algunas propuestas de Sapir han ganado aceptación, pero la mayoría han sido desechadas. Una clasificación «conservadora» al estilo de Powell basada en evidencia disponible actualmente reconoce los siguientes grupos:
- Lenguas álgicas
- Lenguas caddoanas
- Lenguas chibchas
- Lenguas chumash
- Lenguas hokanas
- Lenguas esquimo-aleutianas
- Lenguas iroquesas
- Lenguas keres
- Lenguas kiowa-tanoanas
- Lenguas mayenses
- Lenguas misumalpas
- Lenguas mixe-zoqueanas
- Lenguas muskoki
- Lenguas na-dené
- Lenguas otomangues
- Lenguas penutíes
- Lenguas salish
- Lenguas siux
- Lenguas uto-aztecas
- Lenguas wakash
- Lenguas yumano-cochimíes

El trabajo comparativo sobre estas lenguas podría llevar a reducir el número de grupos, aunque ese trabajo de buscar parentescos lejanos entre familias bien establecidas es complicado, porque los grupos anteriores solo parecen muy remotamente relacionados unos con otros, y los posibles parentescos resultan en general muy discutibles e inseguros.

#### Familias de Sudamérica

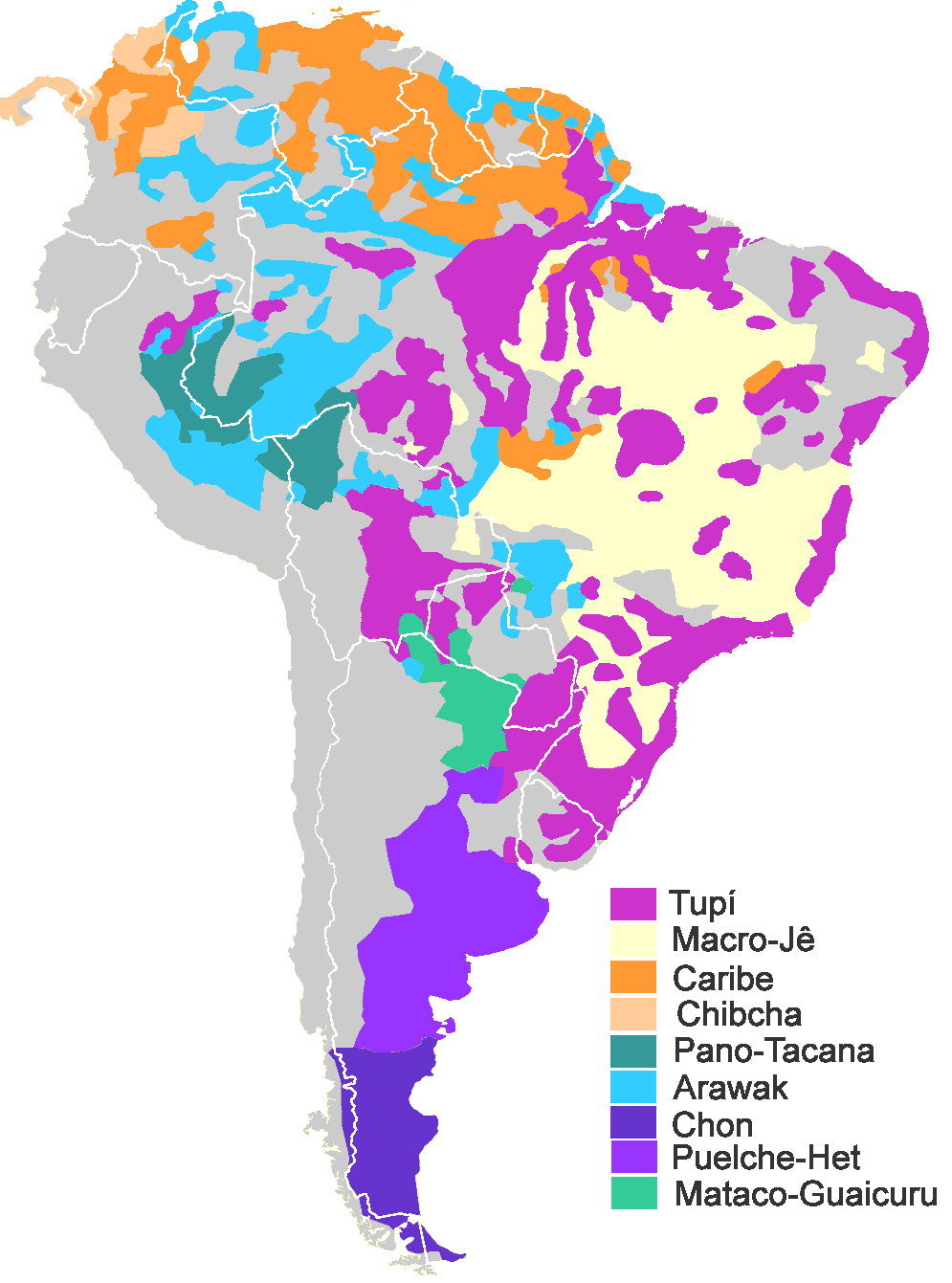
Las principales familias de América del Sur (exceptuando el quechua, aimara y mapudungun).

En Sudamérica existen siete grandes familias por número de lenguas: la familia tupí (76 lenguas), la familia arawak (64 lenguas), la hipotética macrofamilia macro-gê (32 lenguas), la familia caribe (32 lenguas), la macrofamilia pano-tacana (33 lenguas), la familia chibcha (26 lenguas) y la familia tucana (22 lenguas). Por número de hablantes son importantes familias o macrolenguas formadas por un número reducido de lenguas que alcanzaron gran difusión: quechua, aimara, idioma guaraní y mapuche. Una lista más o menos completa del resto de pequeñas familias de lenguas es la siguiente:
- Lenguas aimaraicas
- Lenguas arauanas
- Lenguas araucanas
- Lenguas arawak
- Lenguas arutani-sapé
- Lenguas barbacoanas
- Lenguas betoi
- Lenguas bora-witoto
- Lenguas cahuapananas
- Lenguas caribe
- Lenguas catuquinas
- Lenguas cañar-puruhá
- L. chapacura-wañam
- Lenguas charrúas
- Lenguas chibchas
- Lenguas chocó
- Lenguas chon
- Lenguas harakmbut
- Lenguas het
- Lenguas jivaroanas
- Lenguas jirajaranas
- Lenguas lule-vilela
- Lenguas makú
- Lenguas mascoyanas
- Lenguas mataco-guaicurú
- Lenguas mosetenas
- Lenguas mura-pirahã
- Lenguas nambicuaras
- Lenguas pano-tacanas
- Lenguas peba-yagua
- Lenguas puelche
- Lenguas quechuas
- Lenguas salibanas
- Lenguas tinigua-pamigua
- Lenguas tucanas
- Lenguas tupíes
- Lenguas uru-chipaya
- Lenguas yanomami
- Lenguas ye
- Lenguas zamuco
- Lenguas záparo

### Superfamilias propuestas
Normalmente el nombre de familia lingüística se reserva para un grupo de lenguas cuyo parentesco histórico y origen común no resulta polémico. En general, cuando el trabajo lingüístico está avanzado hasta el punto de haber reconstruido algunos miles de términos de la protolengua originaria, se considera fuera de toda duda que las lenguas forman una familia. Comparaciones arqueológicas y especulaciones lingüísticas y estadísticas nos sugieren que los ancestros reconstruidos no se remontan más allá de 5000 o 7000 años. Para períodos de diferenciación mayores, el cambio lingüístico es tan profundo que difícilmente pueden encontrarse o demostrarse parentescos genéticos (de la misma manera que las pruebas de parentesco genético entre familias biológicas de personas solo pueden aplicarse a personas muy estrechamente relacionadas).
Sin embargo, más allá del nivel de familia, se encuentran algunas similitudes aisladas que permiten especular que muchas de las familias de lenguas identificadas podrían agruparse en macrofamilias o superfamilias tentativas, usando métodos menos exigentes que la reconstrucción de la protolengua. Diferentes lingüistas han propuesto algunas agrupaciones de familias lingüísticas en superfamilias. Muchas han sido propuestas en base al método de Morris Swadesh. Ninguna tiene una aceptación amplia como grupo filogenético de lenguas, pero algunas, como la familia amerindia, la papú, la australiana, la joisán y la paleosiberiana, resultan prácticas como agrupaciones geográficas de familias pequeñas con características comunes.
- Macrofamilias de distribución global que incluirían al indoeuropeo:
  - Eurasiática
  - Nostrática
  - Proto-sapiens
- Macrofamilias de Eurasia:
  - Uralo-altaica
  - Póntica
  - Íbero-caucásica
  - Alarodiana
- Macrofamilias asiático-oceánicas:
  - Aústrica
  - Indo-pacífica
  - Austro-tai
  - Sino-austronesia o Sino-áustrica
- Macrofamilias de África
  - Congoleño-sahariana
- Macrofamilias de América
  - Amerindia
  - Macro-siouana
  - Macro-hokana
  - Macro-penutia
  - Macro-maya
- Macrofamilias asiático-americanas
  - Dené-caucásica
  - Dené-yenisea

### Lenguas criollas,pidginsy lenguas francas
- Una lengua criolla, llamada también creole o patois, es una lengua nacida habitualmente en una comunidad compuesta de orígenes diversos que no comparten previamente ninguna lengua, que tienen necesidad de comunicarse y que se ven forzadas a valerse de un idioma que no es el de ninguno de ellas. El resultado es una lengua que toma el léxico (normalmente muy deformado) de la lengua impuesta y que, sin embargo, tiene una sintaxis que se parece más a la de otras lenguas criollas que a la de la lengua «madre».
- Un pidgin (pronunciado [pĭj'ən]) es un lenguaje caracterizado por combinar los rasgos sintácticos, fonéticos y morfológicos de una lengua con las unidades léxicas de otra. El pidgin no es habitualmente el lecto materno de ningún grupo étnico o social; suele ser la lengua que emplea un inmigrante en su nuevo lugar de residencia, o una lingua franca usa en una zona de contacto intenso de poblaciones lingüísticamente diferenciadas, como un puerto muy activo; los pidgins fueron frecuentes también en las colonias, mezclando elementos de la lengua de la nación dominante con los de los nativos y los esclavos introducidos en ella.
- Lengua franca (o lingua franca) es el idioma adoptado para un entendimiento común entre un grupo de varias coexistentes. La aceptación puede deberse por mutuo acuerdo o por cuestiones políticas. En Europa durante una parte de la Antigüedad se adoptaron como lenguas francas el griego y el latín. En el mundo actual, el inglés funge como lingua franca especialmente en las organizaciones supranacionales y en las publicaciones científicas de alcance internacional.

### Lenguas aisladas
Una lengua aislada es una lengua natural para la que no se ha probado ningún parentesco con otra lengua viva o muerta. Presumiblemente, una lengua aislada es aquella que no pertenece a ninguna familia de lenguas propiamente dicha (es decir, ella es la única miembro de su familia). El ainu, el euskera, el buruchasqui o burushaski y el sumerio son ejemplos de lenguas clasificadas frecuentemente como aisladas. También en América existen lenguas aisladas, como el mapuche (América del Sur), el purépecha (México) o el zuñi (Estados Unidos). 

#### Lenguas aisladas y casi aisladas
- Pirahã. Algunas lenguas se han convertido en lenguas aisladas en tiempos históricos tras la desaparición de todas las demás lenguas de la familia. Un ejemplo es el pirahã, lengua de Brasil, último sobreviviente de la familia mura de lenguas.
- Vasco. Otro caso de lengua casi-aislada es el del euskera moderno. Con frecuencia se dice que es una lengua aislada, aunque parece que es el descendiente moderno del antiguo aquitano.
- Sumerio. Es una lengua extinta de Oriente Medio, que fue de hecho la primera que fue documentada por escrito.

## Lenguas naturales (gestuales)

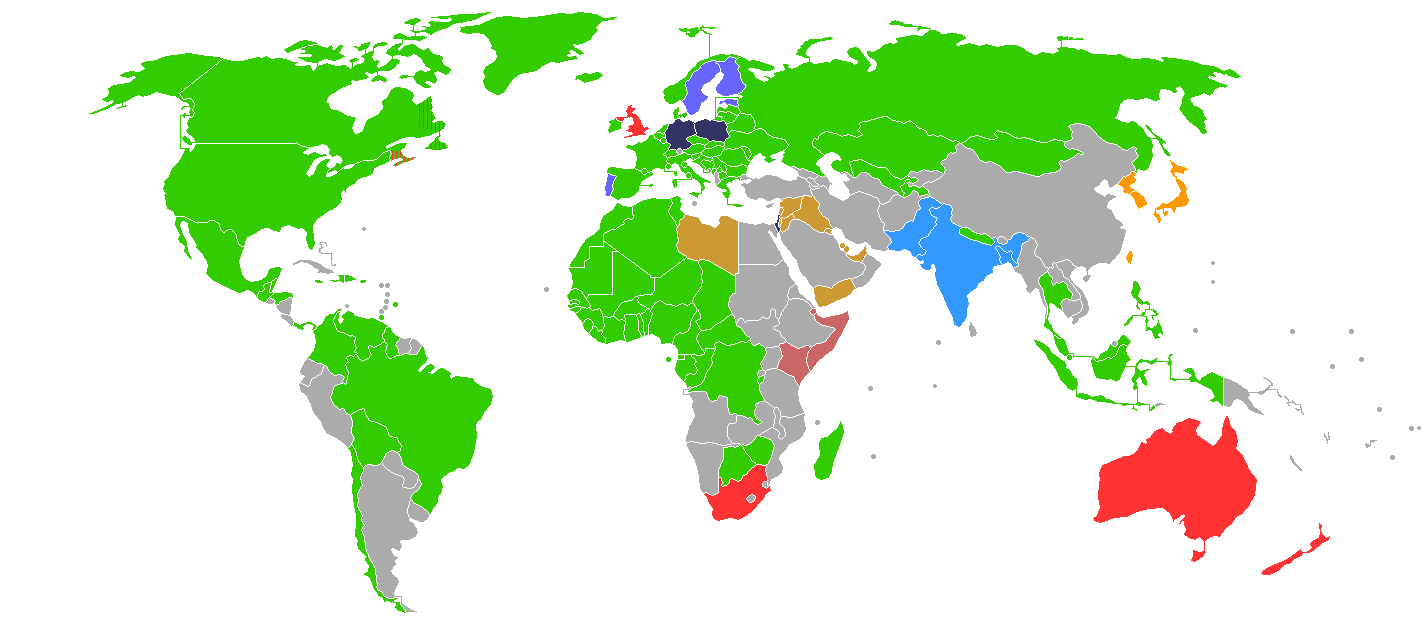
Principales familias de lenguas de señas en el mundo. En verde, la mayor familia basada en la "antigua lengua de señas francesa".

Entre las lenguas de señas también pueden establecerse conexiones históricas claras, en muchos casos la historia está además documentada. Así, por ejemplo, la moderna lengua de señas francesa, la lengua de señas norteamericana y la lengua de señas mexicana han evolucionado a partir de variantes de la misma lengua: la antigua lengua de señas francesa (usada por la comunidad de sordos de París durante el siglo XVIII). En cambio, la lengua de señas británica no tiene parentesco con la lengua de señas norteamericana, aun cuando los británicos y los norteamericanos oyentes usan variantes del inglés. Es decir, un señante (usuario de lengua de señas) de lengua de señas norteamericana tendrá menos dificultad para comunicarse con un señante de lengua de señas francesa que con un señante de lengua de señas británica.
La siguiente lista incluye algunas familias conocidas de lenguas de señas:
- Basadas en LSF. Lenguas originadas en la antigua lengua de señas francesa, de la que derivan la moderna lengua de señas francesa (LSF), la lengua de señas americana (ASL), la lengua de señas mexicana (LSM), la lengua de señas venezolana (LSV), la lengua de señas austríaca (ÖGS), la lengua de señas de la Suiza alemana (DSGS),  la lengua de señas italiana (LIS), la lengua de señas de Irlanda (IRSL), la lengua de señas chilena (LSCH) y las lenguas de señas ibéricas: la lengua de señas española (LSE), la lengua de signos catalana (LSC) y la lengua de signos valenciana (LSCV)...en total, más de 50 lenguas de signos.
- Basadas en BSL (familia BANZSL). Lenguas originadas en la lengua de señas británica (BSL), que se diversificó durante el siglo XIX dando lugar a la lengua de señas australiana (Auslan), la lengua de señas de Nueva Zelanda (NZSL) y la lengua de señas de Irlanda del Norte (NIRSL).
- Basadas en DGS. Lenguas originadas en la lengua de señas alemana (DGS), la lengua de señas polaca (PJM) y la lengua de señas israelí (ISL).
- Basadas en KSL. Lenguas originadas en la antigua lengua de señas de Kent, usada durante el siglo XVII, que dio lugar a la lengua de señas utilizada en Martha's Vineyard (Massachusetts) y que influyó de manera importante en la lengua de señas americana (ASL).

Algunas lenguas de señas son lenguas aisladas:
- Idioma de señas de Nicaragua, surgida en la segunda mitad del siglo XX.
- Lengua de señas de las llanuras de Norteamérica (Indian Sign Language, Great Plains Sign Language).
- Lengua de señas adamorobe, de Ghana.